# Пилсбери (Северна Дакота)
Пилсбери (енгл. Pillsbury) град је у америчкој савезној држави Северна Дакота.

## Демографија
По попису из 2010. године број становника је 12, што је 12 (-50,0%) становника мање него 2000. године.
| Група             | 2000.      | 2010.       |
| Белци             | 21 (87,5%) | 12 (100,0%) |
| Афроамериканци    | 0 (0,0%)   | 0 (0,0%)    |
| Азијати           | 0 (0,0%)   | 0 (0,0%)    |
| Хиспаноамериканци | 0 (0,0%)   | 0 (0,0%)    |
| Укупно            | 24         | 12          |